# هارولد غودوين
هارولد غودوين (بالإنجليزية: Harold Goodwin)‏ هو مدرب رياضي أمريكي، ولد في 14 نوفمبر 1973 في كولومبيا في الولايات المتحدة.